# Marcin E. Kuczma
Marcin Emil Kuczma – polski matematyk i popularyzator matematyki, doktor, emerytowany pracownik Uniwersytetu Warszawskiego – Wydziału Matematyki, Informatyki i Mechaniki (MIM UW). Twórca  i od 1981 roku redaktor kolumny Klub 44 w miesięczniku Delta. Przez wiele lat członek Komitetu Głównego Olimpiady Matematycznej, w tym przez 8 lat sekretarz naukowy Olimpiady. Specjalizuje się w analizie matematycznej. Brat Marka Kuczmy.

## Nagrody
- 1992: Medal Davida Hilberta przyznany przez World Federation of National Mathematics Competitions.
- 2022: Nagroda Dicksteina przyznawana przez Polskie Towarzystwo Matematyczne, w tym wypadku za pracę przy organizacji Olimpiady Matematycznej (zarówno polskiej jak i międzynarodowej), oraz 40 lat prowadzenia rubryki zadaniowej „Klub 44 M” w czasopiśmie popularnonaukowym „Delta”[1].

## Książki
- Marcin E. Kuczma „O szeregach liczbowych”, 1987, Wydawnictwa Szkolne i Pedagogiczne, ISBN 83-02-02324-8
- Marcin Emil Kuczma (red. i autor rozwiązań) „International Mathematical Olympiads 1986 – 1999”, 2003, Mathematical Association of America, ISBN 978-0-88385-811-0
- Marcin E. Kuczma  (red. i autor rozwiązań), „Problems : 144 problems of the Austrian-Polish Mathematics Competition, 1978-1993”, 1994, Academic Distribution Center.

## Tłumaczenia
- Wiesław Żelazko „Banach algebras” , z polskiego tłumaczył Marcin Emil Kuczma, 1973, Elsevier Publishing Company; PWN Polish Scientific Publishers
- Zofia Szmydt, „Fourier transformation and linear differential equations”, z polskiego tłumaczył Marcin E. Kuczma, 1977 Polish Scientific Publishers; D. Reidel Publ. Company
- Wiesław Szlenk „An introduction to the theory of smooth dynamical systems”, z polskiego tłumaczył Marcin Emil Kuczma, 1984,  Polish Scientific Publ.; John Wiley and Sons, ISBN 978-83-01-03798-7
- Stanisław Balcerzyk, Tadeusz Józefiak „Commutative rings : dimension, multipliticity and homological methods”, z polskiego tłumaczyli Maciej Juniewicz, Sergiusz Kowalski i Marcin Kuczma, 1989, PWN Państwowe Wydawnictwo Naukowe, Ellis Horwood Polish Scientific Publ., ISBN 83-01-08367-0
- Włodzimierz Mlak „Hilbert spaces and operator theory”, z polskiego tłumaczył Marcin Emil Kuczma, 1991, PWN Państwowe Wydawnictwo Naukowe; Kluwer Academic Publ., ISBN 83-01-09965-8